# فروتيلار (تشيلي)
فروتيلار (بالإسبانية: Frutillar) هي بلدية تقع في تشيلي في إقليم لوس لاغوس في Llanquihue Province. يقدر عدد سكانها بـ 16,283 نسمة ومساحتها 831.4 كم2 وترتفع عن سطح البحر 62 متر.